# Z세대
Z세대(영어: Generation Z), 또는 주머스(영어: Zoomers)는 밀레니얼 세대와 알파 세대 사이의 세대를 의미한다. 1997년부터 2012년 사이에 태어난 사람들을 일컫는 세대이다. 일반적으로 스마트폰이 본격적으로 보급되기 시작한 2010년대 초반부터 10대 시절을 보낸 세대로 보거나 혹은 유년기에 스마트폰 시대를 접해 스마트폰 이전 시대의 경험이 적은 세대를 Z세대로 분류한다.

## 탄생
미국의 세대 구분 기준에 따르면, 대체로 어린 시절 대공황(Great Depression)을 겪은 1901~1927년생은 가장 위대한 세대, 2차대전을 겪은 1928~1945년생은 전쟁의 공포 속에 보수성을 강하게 띠는 침묵세대, 전후세대인 1946~1964년생은 베이비부머(Baby Boomers), 이혼율이 높아지면서 목에 집 열쇠를 걸고 다녔던 1965~1980년생의 불안함을 표현한 X세대(Generation X), 새천년을 맞은 1981~1996년생은 새로운 희망을 기대하는 밀레니얼 세대(Millennials), 9.11 테러를 기억하지 못하는 1997년 이후 출생자는 Z세대 등으로 불리고 있다. 스마트폰이 대중화된 2010년대 초반 이후 태어난 세대의 경우 알파 세대라는 별도의 세대로 분류되고 있다.
Z세대라는 단어의 기원은 베이비붐 세대들과는 분명히 다른 특성을 가지고 있지만 마땅히 한마디로 정의할 용어가 없다는 뜻으로 미지수 X를 붙여 만든 X세대에서 시작되어 그 이후로 일부 미국 언론이 Y세대, 그리고 Z세대까지 알파벳 순으로 세대를 정의하면서 통용되기 시작했다.

## 출생년도
메리엄-웹스터 온라인 사전은 Z세대를 "1990년대 후반부터 2000년대 초반까지 태어난 사람들의 세대"로 정의한다. 콜린스 영어사전은 Z세대를 "1990년대 중반과 2010년대 중반 사이에 태어나 신기술을 적극적으로 사용하는 것으로 비춰지는 세대"라 정의했다. 옥스퍼드 고급 학습자 사전은 Z세대를 "1990년대 후반과 2010년대 초반 사이에 태어난 사람들의 모임"으로 정의한다. 브리태니커 백과사전은 Z세대를 "1990년대 후반부터 2000년대 초반까지 태어난 미국인을 의미하는 표현"으로 정의한다.
퓨리서치센터는 1997년생부터를 Z세대로 정의하며, 그 이유를 1997년생부터는 새로운 기술 발전 및 사회경제적 트렌드와 9.11 테러 후의 세계에서 자라는 등 그 전 세대들과는 "다른 중요한 경험"을 했기 때문이라고 설명한다. 퓨리서치센터는 Z세대의 끝을 명시적으로 정의하지는 않지만 당 센터의 2019년 보고서에서 2012년생을 Z세대의 잠정적 종점으로 사용했다. 여러 언론들이 1997년생을 Z세대의 시작점으로 사용하고 있으며, 보통 퓨리서치센터를 인용하고 있다. 여러 싱크탱크들과 분석 회사들도 1997년생을 Z세대의 시작점으로 지정하고 있으며, 여러 매니지먼트 기관/컨설팅 펌들 또한 그러하다. 미국 인구조사국은 2022년 보고서에서 Z세대를 "성인이 포함되어 있는 가장 젊은 세대(1997년생부터 2013년생까지)"로 지칭했다. 캐나다 연방통계청은 2021년 캐나다 인구조사 결과를 분석한 2022년 보고서에서 1997년생부터 2012년생까지를 Z세대로 정의하며 퓨리서치센터를 인용했다.
1995년생을 Z세대의 시작점으로 사용하는 언론들 및 매니지먼트 기관/컨설팅 펌들도 존재한다. 심리학자 진 트웬지는 Z세대를 "i세대"라는 표현으로 정의하고 출생년도 기준을 1995년과 2012년 사이로 잡았다. 오스트레일리아 통계국은 2021년 보고서에서 1996년생부터 2009년생까지를 Z세대로 정의했다. 비슷하게, 여러 매니지먼트 기관/컨설팅 펌들이 1996년생을 Z세대의 시작점으로 사용한 적이 있다.

## 특징
Z세대는 유년기부터 디지털 매체의 영향을 받은 세대로 분류되고 있으며, 또한 2010년대에 접어들어 대중화된 스마트폰을 성장기 ~ 청소년기 때부터 가까이한 첫 세대이다. 디지털 매체는 스마트폰이 대중화되기 이전의 디지털 시장을 포함하며 Z세대의 시작점인 1990년대 후반에 태어난 세대는 스마트폰과 이전 시대와 이후 시대 모두 익숙하나, Z세대의 후발점인 2000년대 후반~2010년대 초반에 태어난 세대는 스마트폰 이전 디지털 시장과는 경험적으로 완전히 단절된 세대로 분류되고 있다. 이 중 2000년대 후반부터 2010년대 초반에 태어난 세대의 경우 Z세대의 다음 세대인 알파 세대와도 세대 구분이 겹치면서, 두 세대의 특징을 모두 가지고 있는 과도기로 분류되기도 한다.
또한 인구학적인 관점으로도 세대를 구분하는데, 대한민국 기준으로 2002년생부터 본격화된 초저출산 현상으로 인구절벽에 직접적인 영향을 받기 시작하며 이 여파로 경제위기가 발생함에 따라 취업 불황 등의 경제적 어려움에 직면하게 되었다.

### 인터넷을 자연스럽게 접한 세대
- 여타 세대와 비교해 IT 기술에 익숙함을 느끼고, 사교생활에 있어 스마트폰, SNS를 자유롭게 사용하는 세대
- 스마트폰이 보급되기 이전의 디지털 시장과 아날로그 매체에 대한 경험이 약간 존재하나 미취학 아동 시기에 혹은 학교에 입학한 시기부터 스마트폰의 보급의 영향으로 이전 세대 만큼 익숙하진 않고, 스마트폰에 훨씬 익숙한 세대
- SNS 등을 이용하여 자신의 개성을 표출하고 자신의 성향을 남들과 공유하고자 하는 욕구가 강한 세대
- 디지털 네이티브(디지털 토착민) 세대
- 여타 세대와 비교해 문화의 소비자와 생산자의 역할을 동시에 월등히 수행하는 세대

### 개인주의를 선호하는 세대
- 차별, 양극화, 불평등 등 사회적 문제에 대해 자신의 목소리를 내는데 적극적인 세대
- 성 정체성, 인종, 국적 문제등에 관대하며 기업의 환경적 가치를 중요시 여기는 세대
- 사회문제에 관심이 많고 행동으로도 이어지지만, 실질적인 이득이 없이 사람들과 연대하고 단체를 이루는 것을 꺼려하는 세대
- 출산과 결혼은 개인의 자유라고 생각하고, 자기 외의 인생까지 어느정도 부담하는 것을 꺼려 독신을 선호하는 세대

### 미래보다 현재를 더 중시하는 세대
- 1990년대 경제 호황기 속에서 자라난 동시에, 부모 세대인 X세대가 2000년대 말 금융위기로 인해 경제적 어려움을 겪는 모습을 보고 자랐기 때문에 안정성과 실용성을 추구하는 세대[41]
- 취향과 경험 소비를 중시해 자신이 좋아하는 것에는 아낌없이 돈을 쓰는 '내돈내산[42]' 트렌드의 중심세대[43]
- 청년실업, 빈부격차 등 사회가 주는 박탈감 때문에 자신의 불투명한 미래를 위한 저축보다는 현재의 행복을 위해 소비하는 세대
- '욜로족', '카푸어' 등 현재 자신을 꾸미고 자신에 대한 보상심리로 소비하는 새로운 형태의 세대

## Z세대를 지칭하는 단어

### 욜로족
You Only Live Once의 약자로 "인생은 오직 한번뿐"이라는 의미를 지닌 YOLO를 인생의 모토로 삶고 불확실한 미래를 대비하며 전전긍긍하기 보다는 미래에 대한 대비를 그만두고 현재의 삶에서 최대한 즐거움을 누리겠다고 생각하는 사람들을 지칭한다.

### 일본의 코로나 세대
다소 소극적이며, 불필요하다고 생각되는 것에는 한번의 관심도 보이지 않으며, 무모한 도전을 기피, 회피하는 특징을 가진 세대로 높은 청년 실업률로 이미 좌절해, 희망도 의욕도 없이 무기력해진 청년들을 뜻한다. 일본의 유토리 교육을 받은 1987년생~2001년생이 사토리 세대로 분류되고 있으며 2002~2004년생은 유토리 세대임과 동시에 2020년 창궐한 코로나바이러스감염증-19로 격변해버린 세계 정세를 고등학생 시절에 경험함으로서 코로나 세대라는 별도의 세대로 분류되고 있다.

## 개념에 대한 비판
2010년대 초반까지만 해도 서구권에서 세대를 구분할 때 1990년대 후반생 ~ 2000년대 초반생을 1980년대생과 함께 밀레니얼 세대로 분류시켰다. 하지만 2010년대 이후 스마트폰이 대중화되고, 2012년에 Z세대라는 새로운 세대구분이 등장했으며, 2015~2016년 이후 Z세대가 보편화됨에 따라 미국 기준으로 1990년대 중/후반생부터 2000년대 초반생은 밀레니얼 세대에서 분리된 이후 Z세대로 편입되었다.
한국에서도 마찬가지로 2017~2018년 사이를 기점으로 Z세대가 널리 통용된 이유로 밀레니얼 세대에서 벗어나 Z세대로 편입되었다.
대한민국에서는 Z세대를 1990년대 중/후반생부터 2010년대 초반생까지의 넓은 기간으로 잡고 있지만, 이들은 Z세대 안에서도 세대가 갈릴 정도로 문화, 세대적 차이가 심하다. 1990년대 중/후반생은 스마트폰 이전의 디지털 시장과 아날로그 매체를 거쳐 10대 초/중반이 되어서야 스마트폰과 모바일 문화를 접했지만, 2010년대 초반생의 경우 스마트폰의 대중화가 거의 완료된 상태에서 출생해 스마트폰 이전 문화에 대한 경험이 없기 때문이다. 즉, 같은 Z세대 안에서도 차이가 발생하는 상황이다.

## 주해
1. ↑  1997년생을 Z세대의 시작점으로 사용하는 주요 언론들은 다음과 같다:
  - 월스트리트 저널, 퓨리서치센터 인용[7]
  - PBS[8]
  - NBC 뉴스, 퓨리서치센터 인용[9]
  - 내셔널 퍼블릭 라디오, 퓨리서치센터 인용[10]
  - 뉴욕 타임스[11]
  - 워싱턴 포스트[12]
  - CNBC[13]
  - 포브스에 실린 브루스 털건의 기고[14]
  - 타임지[15]
  - AP통신, 브루킹스 연구소 인용[16]
  - USA 투데이, 퓨리서치센터 인용[17]
2. ↑  1997년생을 Z세대 시작점으로 지정한 싱크탱크들과 분석 회사들은 다음과 같다:
  - 갤럽[18]
  - 브루킹스 연구소의 윌리엄 H. 프레이[19][20]
3. ↑  1997년생을 Z세대의 시작점으로 인용한 매니지먼트 기관/컨설팅 펌들은 다음과 같다:
  - 액센츄어[21]
  - 딜로이트[22]
  - 오길비 앤 매더[23]
4. ↑  퓨리서치센터를 인용한 다른 정부기관은 다음과 같다:
  - 미국 의회도서관[26]
5. ↑  1995년생을 Z세대의 시작점으로 사용하는 언론들은 다음과 같다:
  - 국제합동통신[27]
  - 파이낸셜 타임스[28][29]
  - 포춘지, 딜로이트 인용[30]
  - CBS 뉴스[31]
6. ↑  1995년생을 Z세대의 시작점으로 인용한 매니지먼트 기관/컨설팅 펌들은 다음과 같다:
  - 프라이스워터하우스쿠퍼스[32]
  - 매크린들[33]
7. ↑  1996년생을 Z세대의 시작점으로 인용한 매니지먼트 기관/컨설팅 펌들은 다음과 같다:
  - 맥킨지 & 컴퍼니[36]
  - 입소스[37]
  - 베인 & 컴퍼니[38]

## 같이 보기
- 세대
- X세대
- 밀레니얼 세대
- 베이비붐 세대

## 참고 문헌
- 대학내일20대연구소, 밀레니얼-Z세대 트렌드(2021), 위즈덤하우스, 2020
- 편집부, 책보다는 유튜브 영상 중심 Z세대의 등장, 한국마케팅연구원, 2017.4, 32-37P.